# Гюббенет, Эдуард-Христофор Матвеевич
Эдуард-Христофор Матвеевич  фон Гюббенет (Эдуард Кристоф фон Хюббенет, нем. Eduard Christoph von Hübbenet; 1836 — ?) — генерал-майор (1898). 
Участвовал в Крымской войне 1853-1856 гг., в подавлении польского мятежа 1863-1864 гг.
В службе с 1855, офицером с 1860. Майор с 1872, подполковник с 1877, полковник с 1880, генерал-майор с 1898.
С 1879 обучающий верховой езде офицеров Академии Генштаба, с 1887 начальник кадра № 13 кав. запаса.
С 1898 начальник 5-й бригады кав. запаса, с 1901 по 1904 в расп. командующего войсками Киевского ВО.
Лютеранин.